# فرودگاه کاونسل
فرودگاه کاونسل (به انگلیسی: Council Airport) یک فرودگاه همگانی با کد یاتا CIL است که یک باند فرود شن و خاک دارد و طول باند آن ۹۱۴ متر است. این فرودگاه در کشور ایالات متحده آمریکا قرار دارد و در ارتفاع ۲۶ متری از سطح دریا واقع شده‌است.